# Göllersdorf
Göllersdorf  osztrák mezőváros Alsó-Ausztria Hollabrunni járásában. 2022 januárjában 3134 lakosa volt. 

## Elhelyezkedése

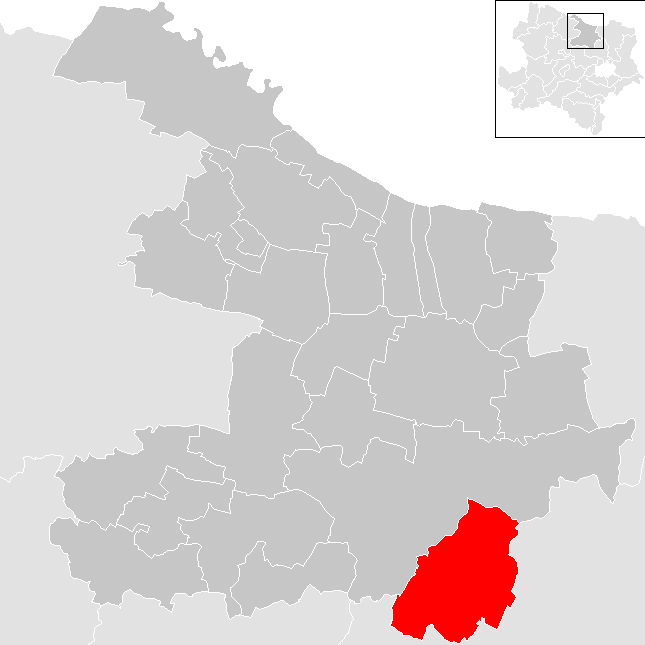
Göllersdorf a Hollabrunni járásban

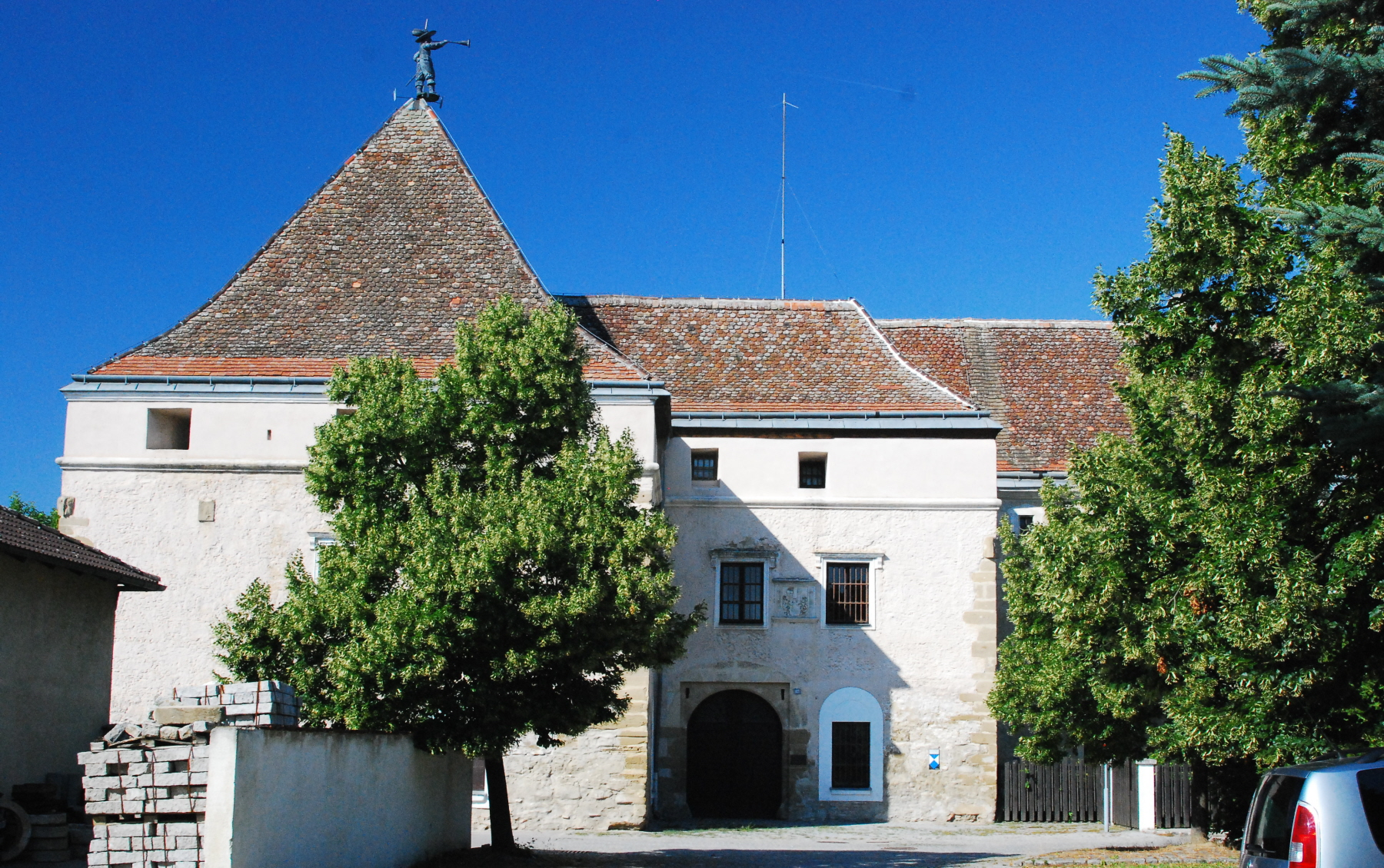
A göllersdorfi kastély

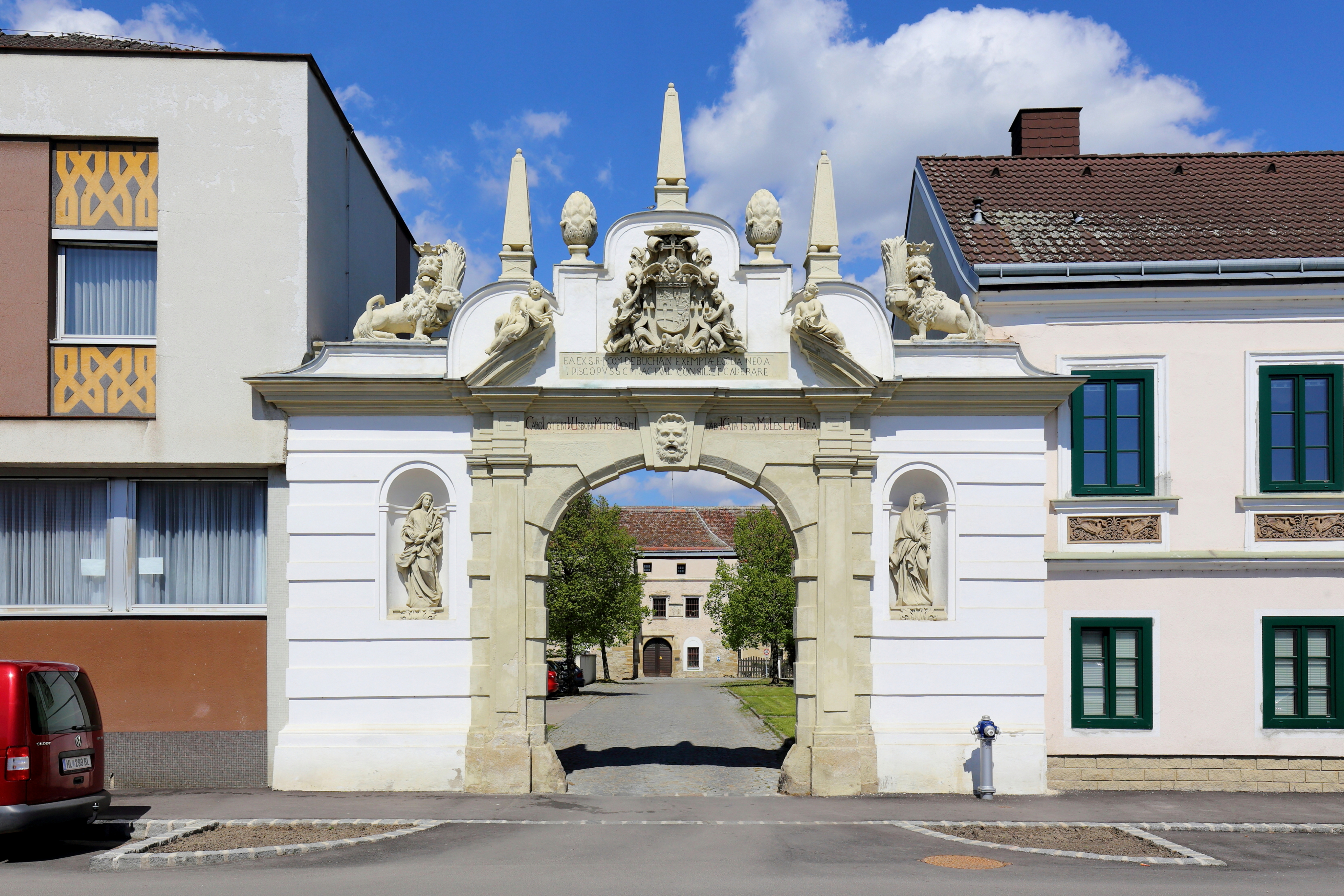
Kastélykapu a főtéren

Göllersdorf a tartomány Weinviertel régiójában fekszik a Göllersbach folyó mentén. Területének 32%-a erdő, 56,2% áll mezőgazdasági művelés alatt. Az önkormányzat 12 települést egyesít: Bergau (219 lakos 2022-ben), Eitzersthal (165), Furth (179), Göllersdorf (1486), Großstelzendorf (301), Obergrub (85), Oberparschenbrunn (89), Porrau (100), Schönborn (18), Untergrub (107), Viendorf (305) és Wischathal (80).
A környező önkormányzatok: északra Hollabrunn, keletre Großmugl, délre Sierndorf, délnyugatra Rußbach. 	

## Története
Göllersdorfot 1120 körül említik először írásban, egy oklevél tanújának, Chadolt de Gelanestorfnak a nevében. 1468-ban már vásártartási (mezővárosi) joggal rendelkezett. 
Vára a 14. századtól a Puchheim családé volt. 1484-ben Mátyás magyar király ostrommal elfoglalta és kifosztotta a megadást megtagadó mezővárost. Két évvel később visszaadta VIII. Johann von Puchheimnek. 
1632-ben ebben a várban írták alá a göllersdorfi egyezményt, melyben Albrecht von Wallensteint visszahelyezték a császári hadsereg élére. 1711-ben az utolsó Puchheim, Bécsújhely püspöke eladta a birtokot Melchior Friedrich von Schönbornnak. Az ő fia, Friedrich Karl von Schönborn-Buchheim alkancellár építtette a barokk Schönborn-kastélyt, amely 1718-ban készült el és máig a család birtokában van. A göllersdorfi kastélyt az 1970-es években eladták, ma pszichiátriai kezelés alatt álló elítéltek fegyintézete működik benne. 

## Lakosság
A göllersdorfi önkormányzat területén 2022 januárjában 3134 fő élt. A lakosságszám 1981 óta gyarapodó tendenciát mutat. 2020-ban az ittlakók 91,5%-a volt osztrák állampolgár; a külföldiek közül 1,3% a régi (2004 előtti), 4% az új EU-tagállamokból érkezett. 2,2% az egykori Jugoszlávia (Szlovénia és Horvátország nélkül) vagy Törökország, 1% egyéb országok polgára volt. 2001-ben a lakosok 89,2%-a római katolikusnak, 1,1% evangélikusnak, 1,1% mohamedánnak, 5,7% pedig felekezeten kívülinek vallotta magát. Ugyanekkor 5 magyar élt a mezővárosban; a legnagyobb nemzetiségi csoportot a németek (95,2%) mellett a horvátok alkották 0,6%-kal.
A népesség változása:

| 2016 | 3 005 |
| 2018 | 2 999 |

## Látnivalók

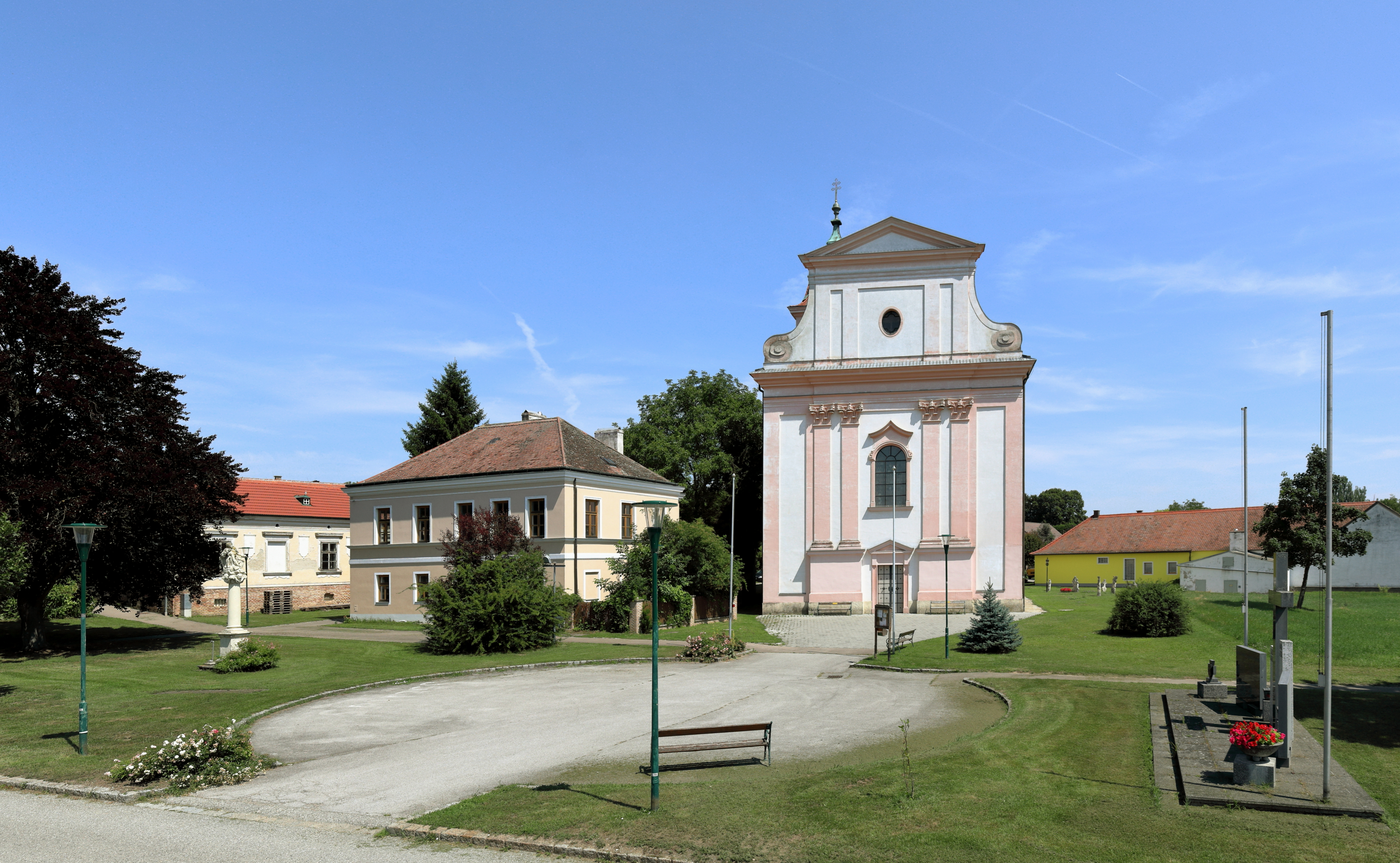
A großstelzendorfi Szt. András-templom

- a Schönborn-kastély (104 hektáros parkjában golfpálya működik)
- a göllersdorfi kastély
- a főtéren található kastélykaput Franz Anton von Puchheim gróf építtette 1703-ban a városon átutazó, a spanyol trónra apelláló III. Károly tiszteletére
- a göllersdorfi Szt. Márton-plébániatemplom
- a bergaui Szt. Egyed-plébániatemplom
- a großstelzendorfi Szt. András-plébániatemplom

## Fordítás
- Ez a szócikk részben vagy egészben  a   Göllersdorf című német Wikipédia-szócikk ezen változatának fordításán alapul.  Az eredeti cikk szerkesztőit annak laptörténete sorolja fel. Ez a jelzés csupán a megfogalmazás eredetét és a szerzői jogokat jelzi, nem szolgál a cikkben szereplő információk forrásmegjelöléseként.